# Hollabrunn
Hollabrunn är en stadskommun i det österrikiska förbundslandet Niederösterreich. Staden är belägen cirka 50 kilometer norr om Wien och är huvudort i distriktet med samma namn. Kommunen har 12 379 invånare (2024), varav 7 401 bor i centralorten Hollabrunn.

## Historia
Hollabrunn omnämndes för första gången 1135. I början på 1200 grundades en församling. Kyrkan brann ner när orten skövlades av böhmiska trupper 1336. 1377 blev Hollabrunn en köping.
Under reformationen övergick de flesta invånarna till den protestantiska läran, men under 1600-talet genomfördes motreformationen. 1667 grundades ett kapucinkloster i Hollabrunn.
Under Napoleonkrigen var Hollabrunn plats för ett slag mellan franska och rysk-österrikiska trupper 1805 (Slaget vid Hollabrunn och Schöngrabern). Även 1809 utkämpades strider nära orten.
1848 blev Hollabrun distriktshuvudort. 1872 öppnades järnvägen genom Hollabrunn och 1908 fick staden stadsrättigheter.

## Orter
Kommunen består av 22 orter (Ortschaften) (inom parentes invånarantal 1 januari 2024):

- Altenmarkt im Thale (134)
- Aspersdorf (448)
- Breitenwaida (826)
- Dietersdorf (212)
- Eggendorf im Thale (140)
- Enzersdorf im Thale (211)
- Groß (106)
- Hollabrunn (7 401)
- Kleedorf (100)
- Kleinkadolz (123)
- Kleinstelzendorf (95)
- Kleinstetteldorf (133)
- Magersdorf (472)
- Mariathal (140)
- Oberfellabrunn (330)
- Puch (91)
- Raschala (338)
- Sonnberg (605)
- Suttenbrunn (190)
- Weyerburg (107)
- Wieselsfeld (115)
- Wolfsbrunn (62)

## Stadsbild och sevärdheter
Stadskyrkan är i sin kärna romansk, men återuppbyggdes i gotisk stil efter att den förstördes 1326. Annexkyrkan i trädgårdsstaden byggdes 1970-72. Alte Hofmühle var ursprungligen en herrgård som senare användes som kvarn och som idag inrymmer stadsmuseet.

## Näringsliv
Hollabrunn är främst förvaltnings- och servicestad. Det är också en skolstad. Förutom grundskolor, gymnasier och yrkesskolor finns det också två högskole- och universitetsfilialer.

### Kommunikationer
Hollabrunn är belägen vid Nordvästbanan. Genom staden går europavägen E59 (Wien-Znojmo) och flera riksvägar.

## Vänorter
- Jinhua, Kina
- Kyjov, Tjeckien
- Holíč, Slovakien